# Jakuren
Jakuren (jap. 寂蓮, Geburtsname: Fujiwara no Sadanaga, 藤原 定長; * 1139?; † 9. August 1202) war ein japanischer Dichter und buddhistischer Mönch.

## Leben
Sadanaga war der Neffe des berühmten Dichters Fujiwara no Shunzei und wurde von diesem adoptiert, nachdem sein Vater als Priester in den Tempel Daigo-ji eingetreten war. Er erhielt frühzeitig Unterricht von seinem Onkel und hatte eine Stelle in der Verwaltung inne. 1167 nahm er an einem Dichterwettbewerb in Kyōto teil. Als Shunzeis Sohn Fujiwara no Teika heranwuchs, verließ Sadanaga (vermutlich um 1172) das Haus des Onkels, wurde buddhistischer Mönch und nahm den Namen Jakuren an.
Er unternahm in den Folgejahren ausgedehnte Reisen durch Japan und verfasste Gedichtsammlungen mit jungen innovativen Dichtern wie Kujō Yoshitsune, Fujiwara no Teika und Fujiwara no Ietaka. Beim Roppyakuban utaawase (六百番歌合), dem Lyrikwettbewerb in 600 Runden 1193–94, profilierte sich Jakuren als Vertreter der reformerischen Mikohidari-Schule der Poesie gegenüber der konservativen Rokujō-Schule.
Um 1200 gehörte er zu den führenden Dichtern am Hofe des Tennō Go-Toba. Er zählte zu den Kompilatoren der kaiserlichen Gedichtsammlung Shinkokin-wakashū, in die auch mehrere seiner eigenen Gedichte aufgenommen wurden, starb aber vor deren Fertigstellung.